# Postiine, Kostopil
Postiine (în ucraineană Постійне) este localitatea de reședință a comunei Postiine din raionul Kostopil, regiunea Rivne, Ucraina.

## Demografie
Componența lingvistică a localității Postiine
     Ucraineană (99,65%)
     Alte limbi (0,35%)
Conform recensământului din 2001, majoritatea populației localității Postiine era vorbitoare de ucraineană (99,65%), existând în minoritate și vorbitori de alte limbi.